# Utopia Tour
L'Utopia Tour è la nona tournée della cantante islandese Björk, incentrata sul suo album in studio del 2017, Utopia. Il tour è partito con due tappe speciali di prova il 9 e il 12 aprile 2018 al Teatro Háskólabío a Reykjavík e si è concluso il 30 luglio dello stesso anno alle Terme di Caracalla di Roma.

## Antefatti
Prima della pubblicazione dell'album Utopia nel novembre 2017, già il 30 ottobre precedente Björk viene annunciata fra gli artisti principali dell'All Points East Festival di Londra. Previsto per il 27 maggio 2018, si è trattato del primo concerto confermato dopo l'uscita del nuovo album (non considerando le due prove generali in Islanda ad aprile).
Il 2 novembre viene poi annunciato un secondo spettacolo, stavolta per il NorthSide Festival ad Aarhus, in Danimarca, tenutosi il 7 giugno 2018. Nello stesso posto la cantante si era esibita per la terza serata della sua prima tournée come cantante solista, il Debut Tour, il 9 settembre 1993.
L'Utopia Tour ha infine visto aggiunte le tappe di Barcellona, Parigi, Roma, Rättvik e Paredes de Coura, oltre a una tappa ulteriore nel Regno Unito, in Cornovaglia.
Il 27 novembre 2017, tre giorni dopo la pubblicazione dell'album, viene annunciata dalla stessa cantante una versione live di Utopia, affermando:

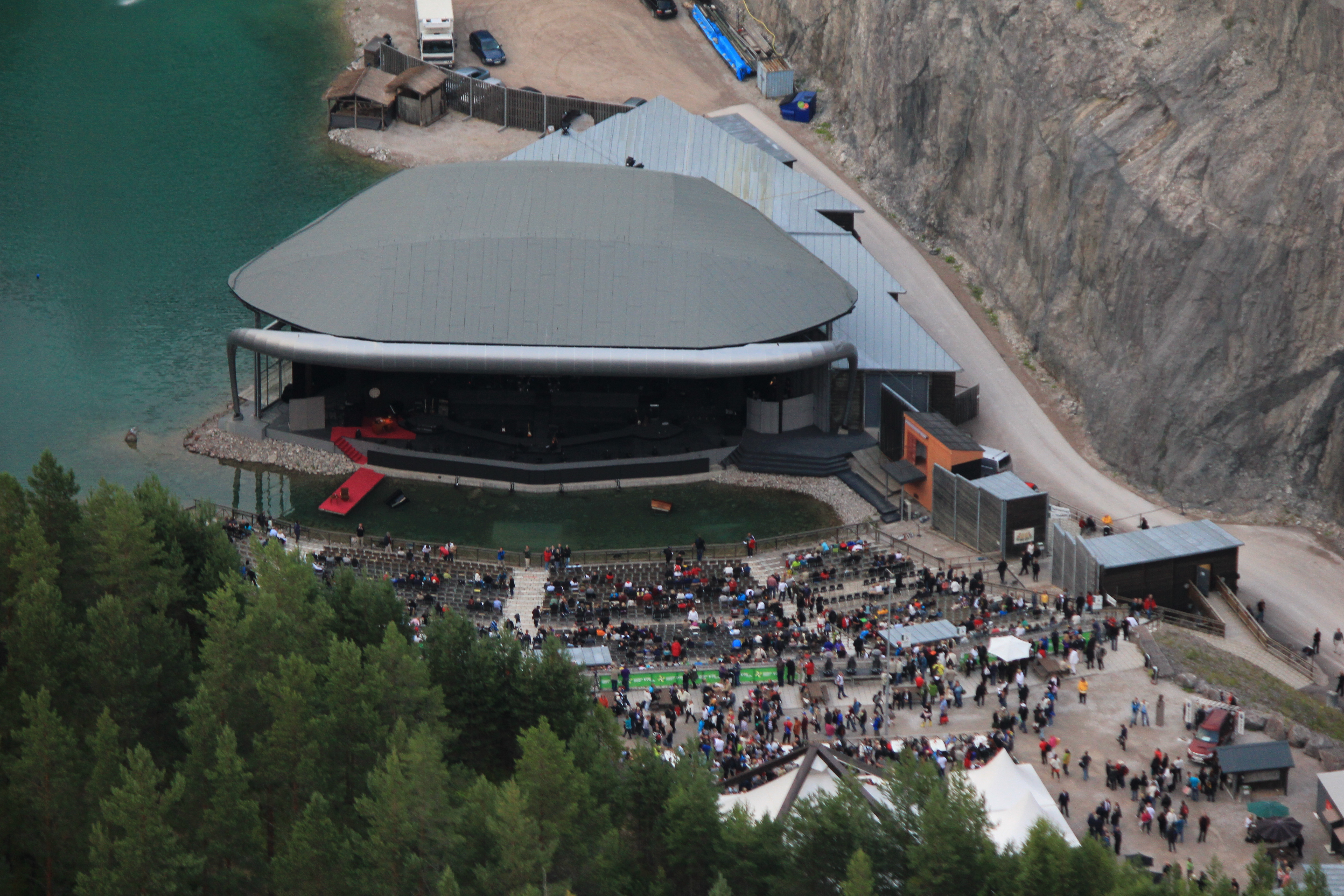
L'arena di Dalhalla (Rättvik, Svezia) che ha ospitato l'ottava tappa dellUtopia Tour il 14 luglio 2018.

In un'intervista pubblicata sul Creative Independent il 14 dicembre 2017, Björk ha fornito ulteriori particolari sull'evoluzione dell'Utopia Tour, rivelando che potrebbero esserci in futuro due diverse versioni dell'album in studio: una senza il canto degli uccelli e con le tracce separate da intervalli di silenzio - come in un tradizionale album in studio - e invece un'altra con il canto degli uccelli e con molte tracce che si sovrappongono nel finale, dissolvendosi l'una nell'altra. Ha anche affermato che una probabile versione live potrebbe «comprendere più flauti, in una specie di virtuoso regno acustico, e poi forse ometterò gli uccelli» e ha notato che, durante la sua intera carriera da performer dal vivo, i fan hanno apprezzato le varie rielaborazioni della sua precedente produzione discografica, anticipando che la stessa cosa avverrà per l'Utopia Tour:
Il 15 marzo 2018 viene annunciata da Björk una speciale prova generale del tour al Teatro Háskólabío nella città natale di Reykjavík. La cantante, in particolare, viene accompagnata da sette flautiste islandesi, sei in meno dei flauti presenti nella registrazione in studio dell'album, decisione che permetterebbe di concentrarsi meglio sui singoli suoni di ciascuna artista. Il nome del gruppo - Viibra - è stato rivelato proprio nella serata di apertura del tour. Sulle sette musiciste, Björk ha affermato al Reykjavík Grapevine:
La tournée è stata progettata da Heimi Sverrisson e coreografata da Margrét Bjarnadóttir.

## Critica
L'Utopia Tour ha debuttato con recensioni subito molto favorevoli in Islanda. Il Reykjavík Grapevine ha scritto che, sebbene il concerto al Teatro Háskólabío fosse stato annunciato come "prova generale", «non era necessaria una classificazione di questo tipo: è stata una presentazione dal vivo pronta per l'arena, dai suoni profondi, con tanto di messinscena, coreografia e grafica», e inoltre «lussureggiante», «organica», un «ricco mondo sonoro e visivo» che rappresenta in pieno l'album.
Sulla coreografia delle flautiste, il sito islandese Visir ha osservato che «è stato semplicemente fantastico vedere i flauti suonare e danzare allo stesso tempo» e ha elogiato in particolare il lavoro dell'arpista Katie Buckley, precedentemente non annunciato, presente anche nella registrazione in studio dell'album, riassumendo l'intera serata come un «abbagliante concerto con questa magnifica artista».
Björk ha inaugurato l'ultimo giorno del primo All Points East Festival, tenutosi al Victoria Park di Londra come debutto della parte estiva del tour. Nella recensione del Festival, descritto come «una serie piuttosto disparata di spettacoli», la giornalista del Guardian Rachel Aroesti ha elogiato la performance di Björk, descrivendo come la cantante abbia «fornito un climax indubbiamente sublime del fine settimana». Aroesti ha continuato facendo notare come i problemi tecnici non abbiano ostacolato la performance di Björk, ed elogiando le capacità vocali della cantante:

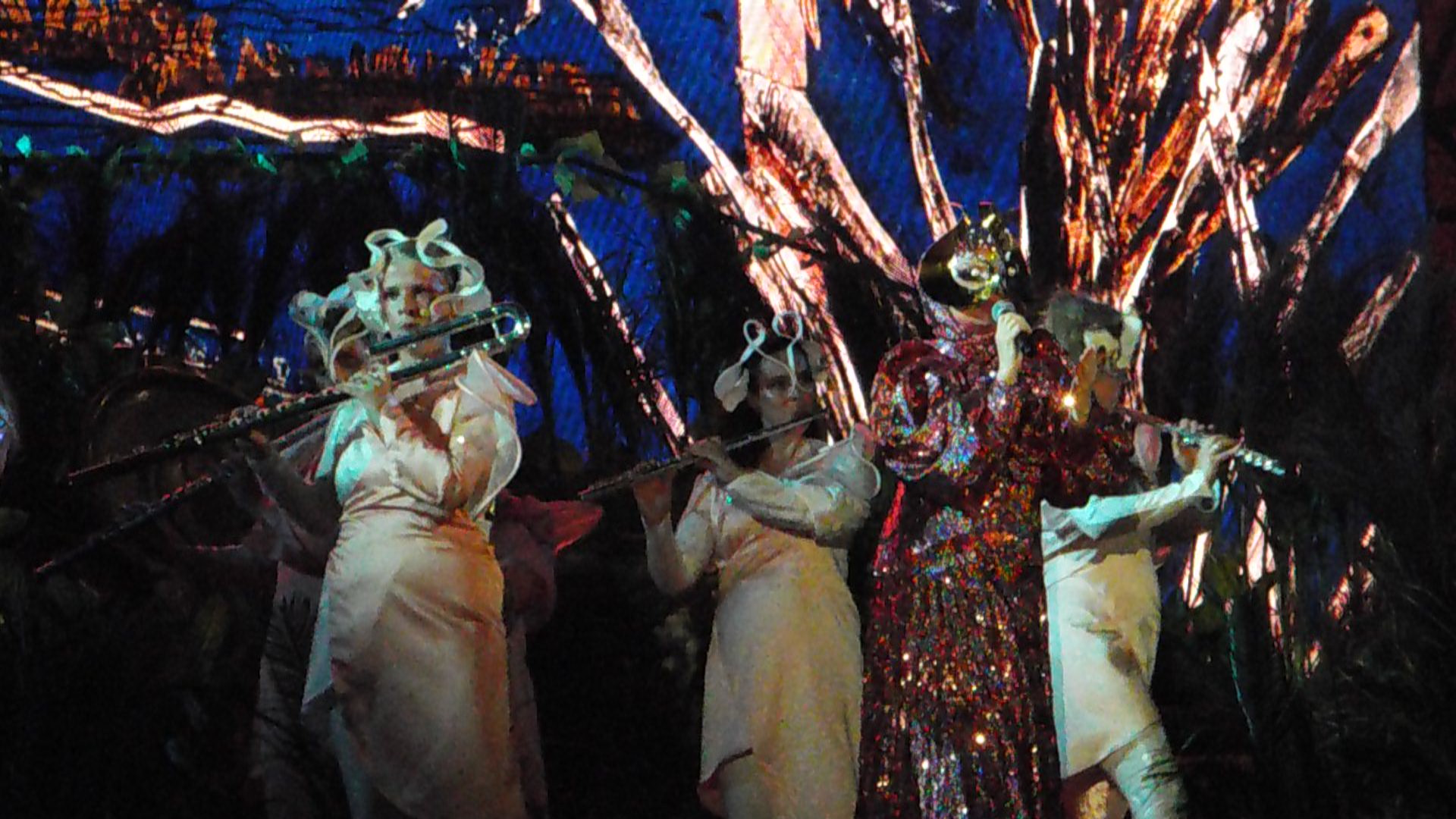
LUtopia Tour nell'ultima tappa del 30 luglio 2018 a Roma.

In modo simile James Eaton di Metro ha elogiato la sceneggiatura:
Ha ricevuto elogi anche la tappa al Primavera Sound Festival di Barcellona. Il giornalista di El País, Luis Hidalgo, ha lodato lo spettacolo scrivendo:
Pur lodando il concerto e la voce di Björk, il giornalista catalano Ara Xavier Cervantes ha fatto notare la difficoltà nel guardare lo spettacolo da una certa distanza, dal momento che lo schermo laterale non mostrava riprese del concerto dal vivo, piuttosto immagini di "motivi botanici".
Le scalette di Björk per le date dei più importanti festival sono state notate da diversi critici, come Ryan Butcher dell'Independent, che ha evidenziato come i fan che «si aspettavano di sentire Hyper-ballad, Army of Me e Declare Independence - note come "i successi" - [rimarranno] delusi», sebbene abbia lodato le scelte e le performance di Björk come «davvero uniche» e l'abbia definita «un'artista rimasta sola, impareggiabile» e «unica nel suo genere». Infine Sam Walton di Loud and Quiet ha scritto:

## Trasmissioni
Björk è stata ospite della serie televisiva della BBC Later... with Jools Holland il 22 maggio 2018, dopo sei anni senza esibirsi in TV. La sua ultima comparsa televisiva era avvenuta al secondo anno del Biophilia Tour, nel 2012, quando a The Colbert Report aveva cantato Cosmogony, secondo singolo estratto da Biophilia otto mesi prima. L'esibizione nel programma della BBC è stata aperta con Courtship (da Utopia, 2017) e si è chiusa con The Anchor Song (da Debut, 1993), nuovamente arrangiata per flauti. Una versione del programma estesa un'ora, il 26 maggio successivo, ha visto aggiunti anche The Gate e Blissing Me.

## Canzoni eseguite
In preparazione del tour, Björk ha provato 40 canzoni, e prima di ogni tappa ha deciso quali includere nella scaletta dello spettacolo.
| Canzone              | Album     |
| -------------------- | --------- |
| Arisen My Senses     | Utopia    |
| Utopia               | Utopia    |
| The Gate             | Utopia    |
| Blissing Me          | Utopia    |
| Thunderbolt          | Biophilia |
| Courtship            | Utopia    |
| Features Creatures   | Utopia    |
| Tabula Rasa          | Utopia    |
| Saint                | Utopia    |
| Pleasure Is All Mine | Medúlla   |
| Losss                | Utopia    |
| Sue Me               | Utopia    |
| Notget               | Vulnicura |
| Paradisia            | Utopia    |
| The Anchor Song      | Debut     |
| Isobel               | Post      |
| Human Behaviour      | Debut     |
| Wanderlust           | Volta     |
| Claimstaker          | Utopia    |

## Concerti
| Data           | Città       | Nazione     | Luogo              | Artisti d'apertura   |
| Europa         | Europa      | Europa      | Europa             | Europa               |
| -------------- | ----------- | ----------- | ------------------ | -------------------- |
| 9 aprile 2018  | Reykjavík   | Islanda     | Teatro Háskólabío  |                      |
| 12 aprile 2018 | Reykjavík   | Islanda     | Teatro Háskólabío  |                      |
| 27 maggio 2018 | Londra      | Regno Unito | Victoria Park      |                      |
| 31 maggio 2018 | Barcellona  | Spagna      | Parc del Fòrum     |                      |
| 3 giugno 2018  | Parigi      | Francia     | Bois de Vincennes  |                      |
| 7 giugno 2018  | Aarhus      | Danimarca   | Ådalen Aarhus      |                      |
| 7 luglio 2018  | Cornovaglia | Regno Unito | Eden Project       | Klein Lanark Artefax |
| 11 luglio 2018 | Gand        | Belgio      | Sint-Pietersplein  | Klein Lanark Artefax |
| 14 luglio 2018 | Rättvik     | Svezia      | Dalhalla           |                      |
| 17 luglio 2018 | Helsinki    | Finlandia   | Casa Finlandia     |                      |
| 30 luglio 2018 | Roma        | Italia      | Terme di Caracalla |                      |

### Concerti cancellati o riprogrammati
| Data           | Città            | Nazione    | Luogo              | Riprogrammazione | Motivo                   |
| Europa         | Europa           | Europa     | Europa             | Europa           | Europa                   |
| -------------- | ---------------- | ---------- | ------------------ | ---------------- | ------------------------ |
| 13 giugno 2018 | Roma             | Italia     | Terme di Caracalla | 30 luglio 2018   | Condizioni meteo avverse |
| 18 agosto 2018 | Paredes de Coura | Portogallo | Praia do Taboão    | cancellato       | Ragioni logistiche       |

## Spettacoli promozionali
| Data           | Trasmissione                | Canzoni                                                |
| -------------- | --------------------------- | ------------------------------------------------------ |
| 22 maggio 2018 | Later... with Jools Holland | - Courtship - The Anchor Song - The Gate - Blissing Me |

## Composizione
| Strumento                       | Musicista/gruppo musicale |
| ------------------------------- | --- |
| voce                            | Björk |
| percussioni, hang               | Manu Delago |
| trombone, strumenti elettronici | Bergur Þórisson |
| flauti                          | Viibra: - Melkorka Ólafsdóttir - Áshildur Haraldsdóttir - Berglind María Tómasdóttir - Steinunn Vala Pálsdóttir - Björg Brjánsdóttir - Þuríður Jónsdóttir - Emilía Rós Sigfúsdóttir |
| arpa                            | Katie Buckley |